# Marceddì
Marceddì è una frazione del comune di Terralba. È particolarmente nota per gli ottimi prodotti ittici delle limitrofe zone umide: l'omonima laguna e gli stagni di San Giovanni, Pauli Biancu Turri, Santa Maria. Quasi disabitato durante la stagione invernale, si anima durante i mesi estivi di villeggianti .